# État en France
Cet article concerne l’État en tant que personne morale en France. Pour le régime politique en France durant la Seconde Guerre mondiale, voir Régime de Vichy.
Pour un article plus général, voir Administration publique française.
La notion de l'État en France a connu une évolution dans le temps.
L'État exerce sa souveraineté, c'est-à-dire la compétence des compétences à l'intérieur de son territoire. Il exerce une politique étrangère et entretient des forces armées.
L'État a des fonctions régaliennes : mettre en place à l'intérieur du pays des lois et des réglementations, entretenir une police et une justice pour les faire respecter, et à l'extérieur la diplomatie et les forces armées.
L'État lève des impôts pour accomplir ses missions.
Avec la mise en place de l'État-providence, le rôle de l'État est étendu à plusieurs domaines : « il est également devenu un élément de cohésion sociale et un garant de l’égalité entre les individus qui le composent. ».

## Histoire du concept de souveraineté dans la construction de l'État en France

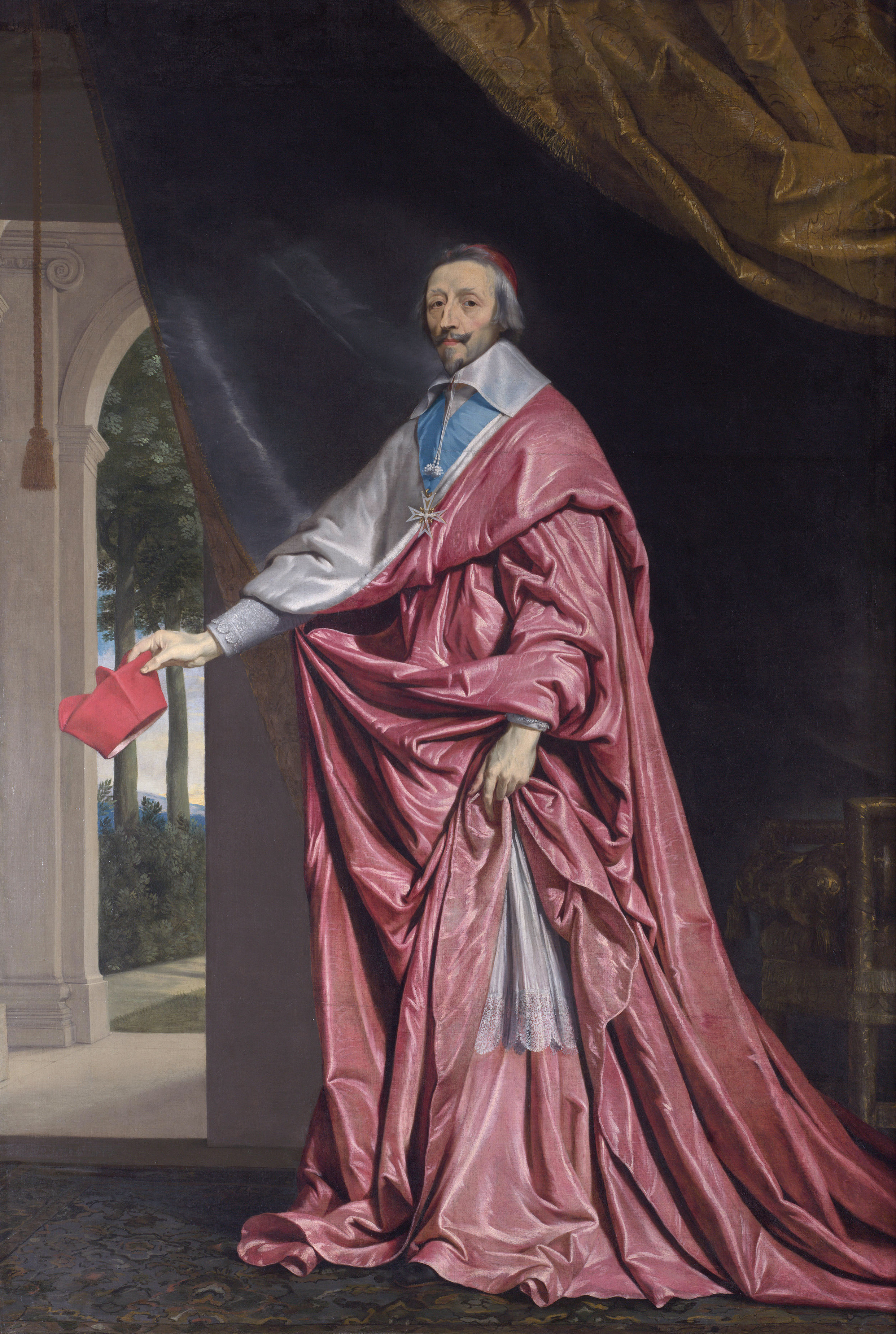
Armand Jean du Plessis de Richelieu, par Philippe de Champaigne.

C’est sous Richelieu, ministre de 1624 à 1642, que le mot État s’impose en France. C'est Cardin Le Bret, son conseiller juridique qui théorise pour lui les principes de l'action de l'État et notamment celui de la souveraineté. Il écrit à ce propos : « m’étant proposé de représenter en cet ouvrage en quoi consiste la souveraineté du Roi : il me semble que je ne puis commencer plus à propos que par la description de la Royauté. Il serait mal aisé d’en rapporter une plus accomplie que celle que donne Philon d'Alexandrie quand il dit qu’elle est une suprême et perpétuelle puissance déférée à un seul qui lui donne le droit de commander absolument et qui n’a pour but que le repos et l’utilité publique… Quant à moi, j’estime qu’on ne doit attribuer le nom et la qualité d’une souveraineté parfaite et accomplie qu’à celles [royautés] qui ne dépendent que de Dieu et qui ne sont sujettes qu’à ses lois ». Plus loin il continue : « mais depuis que Dieu a établi les Rois sur eux, ils (les peuples) ont été privés de ce droit de Souveraineté ; et l’on a plus observé par lois que les Commandements et les édits des Princes comme le remarque Ulpien. » Cette vision des choses s’impose longtemps en France et d’une certaine façon la révolution se contente de mettre le Peuple à la place du Roi comme le souligne Hannah Arendt. « Sur le plan théorique, » écrit-elle, la déification du peuple durant la Révolution française fut la conséquence inéluctable de faire découler de la même source la loi et le pouvoir. La prétention de la royauté absolue à reposer sur un « droit divin » avait façonné la souveraineté séculière à l’image d’un dieu à la fois tout-puissant et législateur de l’univers, c’est-à-dire à l’image du dieu dont la Volonté est loi. La « volonté générale » de Rousseau et de Robespierre est toujours cette « Volonté divine qui n’a besoin que de vouloir pour produire une loi ». Des œuvres de Cardin le Bret, de Bodin ou de Hobbes, il ressort que la loi vient du souverain et donc qu’elle n’est qu’un commandement du pouvoir, qu’elle n’a pas d’autorité propre. Si Hannah Arendt s’intéresse tant à cette question, c’est que des juristes et des philosophes n’ont pas été sans remarquer ce que pouvait donner ce type de loi dans les États totalitaires.